# Eurycephaloplectrus
Eurycephaloplectrus is een geslacht van vliesvleugeligen uit de familie Eulophidae. De wetenschappelijke naam van dit geslacht is voor het eerst geldig gepubliceerd in 1997 door Wijesekara & Schauff.

## Soorten
Het geslacht Eurycephaloplectrus omvat de volgende soorten:
- Eurycephaloplectrus colombianus Wijesekara & Schauff, 1997
- Eurycephaloplectrus natadae (Chandy Kurian, 1954)